# Leonard Freeman
Pour les articles homonymes, voir Freeman.
Leonard Freeman est un producteur, scénariste et acteur américain né le 31 octobre 1920 dans le comté de Sonoma, Californie (États-Unis), décédé le 20 janvier 1974 à Palo Alto (Californie).

## Filmographie

### comme producteur
- 1959 : Les Incorruptibles ("The Untouchables") (série TV)
- 1961 : Le Trésor des sept collines (Gold of the Seven Saints)
- 1961 : Claudelle Inglish
- 1968 : Pendez-les haut et court (Hang 'Em High)
- 1968 : Hawaï police d'État (Hawaii Five-O: Cocoon)(TV)
- 1970 : Storefront Lawyers (en) (série TV)
- 1972 : Visions... (TV)
- 1973 : Cry Rape (TV)

### comme scénariste
- 1953 : Filles dans la nuit (Girls in the Night) de Jack Arnold : Joe Spurgeon
- 1961 : Le Trésor des sept collines (Gold of the Seven Saints)
- 1961 : Claudelle Inglish
- 1968 : Pendez-les haut et court (Hang 'Em High)
- 1968 : Hawaii police d’état  (TV)

### comme acteur
- 1952 : L'Escadrille de l'enfer (Flat Top) de Lesley Selander
- 1953 : Filles dans la nuit (Girls in the Night) de Jack Arnold